# Servi Sulpici Rufus (tribú consolar)
Servi Sulpici Rufus  (llatí: Servius Sulpicius Rufus) va ser un magistrat romà. Formava part de la gens Sulpícia, una família romana d'origen patrici.
Va ser tribú amb potestat consular en tres ocasions, concretament els anys:
- 388 aC
- 384 aC
- 383 aC

És esmentat per Titus Livi.